# جسی دی. برایت
جسی دی. برایت (به انگلیسی: Jesse David Bright) سناتور سابق عضو حزب دموکرات ایالات متحده آمریکا بود. وی در سال ۱۸۴۵ تا ۱۸۶۲ میلادی سناتور ایالت ایندیانا در سنای ایالات متحده آمریکا بود.